# TT100
| r · Aa1 · Y1 | mi | N5 · Z1 |

| r · Aa1 · Y1 | mi | N5 · Z1 |

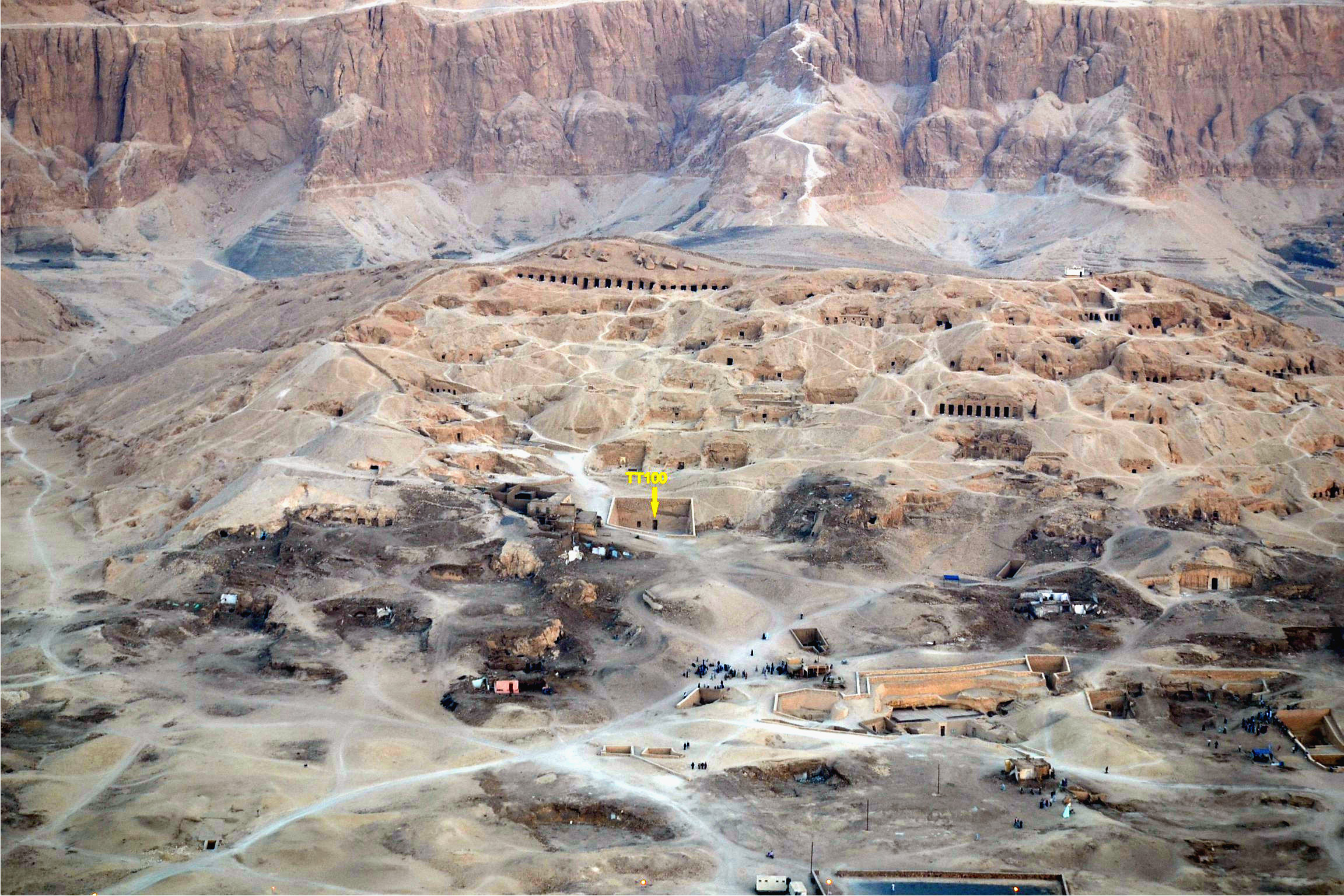
L'ubicazione della TT100 di Rekhmira nell'area di Sheikh Abd el-Qurna

TT100 (Theban Tomb 100) è la sigla che identifica una delle Tombe dei Nobili ubicate nell’area della cosiddetta Necropoli Tebana, sulla sponda occidentale del Nilo dinanzi alla città di Luxor, in Egitto. Destinata a sepolture di nobili e funzionari connessi alle case regnanti, specie del Nuovo Regno, l'area venne sfruttata, come necropoli, fin dall'Antico Regno e, successivamente, sino al periodo Saitico (con la XXVI dinastia) e Tolemaico.

## Titolare
TT100 era la tomba di:
| Titolare | Titolo                          | Necropoli           | Dinastia/Periodo                           | Note                                                        |
| -------- | ------------------------------- | ------------------- | ------------------------------------------ | ----------------------------------------------------------- |
| Rekhmira | Governatore della Città e Visir | Sheikh Abd el-Qurna | XVIII dinastia (Thutmosi III-Amenhotep II) | in basso sulla collina; all'opposto dell'ingresso nell'area |

## Biografia
Rekhmira (ovvero "saggio come Ra") assunse la carica di Governatore della Città (Tebe) e Visir tra l'anno XXVIII e il XXIV del regno di Thutmosi III e proseguì all'inizio di quello del suo successore Amenhotep II. Prima di lui solo altri due sommarono le due cariche: suo nonno Aamtju Ahmose (titolare della TT83), che assunse la carica durante la XVIII dinastia agli inizi del regno di Thutmosi III, e suo zio User (TT61 e TT131), che assunse la carica nell'anno V dello stesso re.
Suo padre Neferweben, viene indicato nella TT100 come prete "wab" di Amon. Non risulta, dai riferimenti parietali che abbia ricoperto la carica di Visir anche se risulta essere esistito, nel periodo di riferimento, un Visir del Nord di nome Neferweben. Bet fu la madre di Rekhmira e Meryt fu sua moglie; entrambe si fregiavano del titolo di "hekeret Nesut", ovvero "reale ornamento".
Rekhmira, che nella tomba assomma in sé oltre un centinaio di titoli, svolse la sua attività alla fine del regno di Thutmosi III e la carica gli venne confermata dal suo successore, Amenhotep II, ma ben presto se ne perdono le tracce storico-archeologiche. La figura del visir Rekhmira, così come quella della moglie Meryt, appaiono spesso abrase o scalpellate, così come pure quelle dei figli i cui nomi sono stati tuttavia ricostruiti in Takhaout, Mutneferet ed Henuttawy per le femmine, Amenhotep, Mery, e Senouseret Kenamon per i maschi. Nella tomba compare anche un tale Baki e sua moglie At, ma non si è a conoscenza di legami di parentela con il Visir.

## La tomba
La tomba, che presenta un corredo di pitture parietali tra i meglio conservati e i più vasti della Necropoli tebana, si sviluppa planimetricamente secondo lo schema a "T" rovesciata tipica del periodo. Un particolarità la rende altresì unica nel panorama dell'area: dalla sala trasversale (larga circa 21 m, profonda 2,30 e alta 3,30) si diparte un corridoio perpendicolare alla precedente largo poco più di 2 m, lungo quasi 27 m, il cui soffitto, partendo dai 3,30 m dell'ingresso, si innalza progressivamente fino a raggiungere, alla fine del corridoio, la considerevole altezza di oltre 8 m.
Artisticamente, quasi ogni metro della tomba è ricoperto di pitture generalmente realizzate su più registri sovrapposti il che sembra moltiplicare il già consistente numero delle scene rappresentate.
Nel corso della sua lunga storia TT100 fu soggetta a parecchie traversie: durante il regno di Amenhotep II le immagini di Rekhmira, della moglie Meryt e dei loro figli vennero abrase; dove raggiungibili facilmente vennero completamente rimosse ricoprendo le silhouette restanti con colore rosso, in altri casi si provvide alla sola abrasione del viso. Si ritiene tuttavia che Rekhmira non sia mai stato sepolto in questa che doveva perciò essere solo la cappella della sepoltura, sepoltura che, ad oggi, non risulta essere stata ancora scoperta. Un nuovo intervento ai danni delle pitture parietali avvenne circa 100 anni dopo durante il regno di Amenhotep IV/Akhenaton, detto anche dell'eresia amarniana, con l'asportazione dei simboli relativi al dio Amon. Altri danni furono arrecati alla tomba dal passare dei secoli tra cui l'apertura di un nuovo accesso nella facciata a cura di abitanti del luogo che ne fecero la propria abitazione e che danneggiò pesantemente il testo autobiografico conosciuto come "I doveri del Visir" che sulla parete si trovava. All'utilizzo come abitazione e stalla si devono poi aggiungere infiltrazioni d'acqua, fuliggine dei fuochi, esalazioni degli animali ivi ricoverati e sterco di pipistrello, fino a giungere all'intonacatura di intere parti delle pareti pesantemente denunciata da Norman de Garis Davies durante i rilievi eseguiti tra il 1906 e il 1940.
L'ubicazione di TT100 era già nota ai primi visitatori dell'area e venne usata come abitazione e stalla dagli abitanti del luogo. I primi rilievi dei dipinti parietali si debbono a Robert Hay nel 1832, seguirono altre operazioni di rilievo e copia dei dipinti a cura di molteplici altri egittologi (George Alexander Hoskins, Frédéric Cailliaud, John Gardner Wilkinson, Émile Prisse d'Avennes e altri), ma solo nel 1889 la tomba venne protetta con l'apposizione di una porta in ferro. Nel 1906 il Metropolitan Museum di New York provvide a far eseguire completi rilievi a cura di Norman e Nina de Garis Davies e del fotografo Harry Burton. Il lavoro si protrasse fino al 1940 e ne scaturì nel 1944 la pubblicazione "The tomb of rekh-mi-Re at Thebes" in due volumi.
Un corridoio, che si apre su un cortile e sulle cui pareti sono riportati testi di offertorio (1 in planimetria), dà accesso ad una sala trasversale; su due registri sovrapposti (2) il defunto, sotto la cui sedia sono nascoste alcune oche, ispeziona cinque file di funzionari, due messaggeri e alcuni postulanti, con testi che esplicitano le funzioni del visir (cosiddetta stele dei "doveri del visir"), è quindi rappresentata la raccolta delle tasse e la registrazione dei prodotti dell'Alto Egitto, compreso il bestiame e l'oro (che viene pesato), nonché scimmie, piccioni, miele e capre. Seguono (3) testi autobiografici e (4), su cinque registri sovrapposti, le cosiddette processioni tributarie; poco discosto (5) il defunto, nella sua posizione di visir, dinanzi a Thutmosi III; il defunto (6) ispeziona il versamento delle tasse e dei prodotti del Basso Egitto tra cui miele, grano, oro e uomini che recano tori, vitelli e capre. Segue (7) il defunto che, su cinque registri sovrapposti, ispeziona le provviste del tempio e i lavoratori, le statue del re, e le suppellettili funerarie; sono presenti anche frammenti di scene di preparazione della birra e di cottura di cibi. Ancora su cinque registri sovrapposti (8) il censimento del bestiame, il calcolo del raccolto, il trasporto del grano, la cattura di animali, l'aratura, la semina e la mietitura. Su uno dei lati corti (9), e su due registri, il figlio Menkheperreseneb e, seduti, il visir Amethu, nonno del defunto e titolare della TT83, e lo zio User, a sua volta visir e titolare della tomba TT61, entrambi accompagnati dalle rispettive mogli, dinanzi al defunto e alla moglie Meryt a loro volta seduti; segue una scena simile con i figli Amenhotep, Neferweben e Baki, con le rispettive mogli. Seguono (10) scene di ispezione di prodotti dalle terre del Delta nilotico con la cattura di animali tra cui orici, tori selvatici, stambecchi, iene e polli, di vendemmia di pesca e preparazione del pescato; frammenti (11) di due scene del defunto a caccia nel deserto di tori selvatici, iene, struzzi, e di uccelli che volano su papiri in una palude.
Un breve corridoio (12), sulle cui pareti sono riportati testi sacri e di offertorio, dà accesso a una lunga camera, ma non particolarmente larga, perpendicolare alla precedente. Sulle pareti: su sei registri sovrapposti (13) la raccolta e la preparazione delle provviste per il tempio di Amon alla presenza del defunto e dei suoi assistenti; la consegna di razioni ai servi del tempio; la registrazione di grano e fagioli (?); la pesatura di fagioli, la preparazione di torte e la raccolta del miele; il trasporto di prodotti da Kharga, Punt e dal Delta compreso vino, papiro, miele, noci e scimmie; distribuzione di unguenti e stoffe, prigionieri hittiti, siriani e nubiani, con donne e bambini; balle di tessuto; bestiame. Poco discosto (14), su otto registri sovrapposti, lavori vari alla presenza del defunto e dei suoi assistenti: fabbricanti di vasi, gioiellieri, conciatori di pelli, carpentieri, cordai, fabbri, pesatori di oro, fabbricanti di mattoni nubiani e siriani, scultori che scolpiscono statue colossali, portatori di pietre, navi da carico, uomini che decorano edifici, squadra di uomini, capeggiati da sovrintendenti, registrati dagli scribi. Il rilievo che segue (15) si sviluppa su dieci registri sovrapposti con la processione funeraria (sono rappresentati 68 episodi distinti), scrigni e riti funerari nel giardino di Osiride, una processione verso Anubi con il trasporto di suppellettili funerarie tra cui statuette del re e scene del pellegrinaggio ad Abido con danzatrici e due preti purificanti, riti dinanzi a un altare con la combustione di offerte. Il successivo dipinto (16) rappresenta I figli Menkheperreseneb, Amenhotep e Mery in offertorio al defunto e alla madre Meryt, mentre il figlio Senusert presenta una lista di offerte. Sulla parete opposta (17), su due registri un figlio, coadiuvato da due familiari, offre fiori al defunto al suo rientro dopo una missione a Het-Sekhem di cui era stato incaricato da Amenhotep II; il defunto, coadiuvato da aiutanti, riceve funzionari e richiedenti. Su otto registri (18) un banchetto con figlie che offrono sistri e fiori al defunto e alla moglie, ospiti, musicisti comprese suonatrici e suonatori di liuto, di tamburelli, di arpa e nacchere; seguono (19) riti sulla statua del defunto (per complessivi 50 episodi rappresentati), compreso il trasporto della statua a cura di nove preti alla presenza di un prete "sem"; segue la preparazione di provviste alla presenza del defunto, nonché barche su un lago. Su quattro registri (20) i figli Amenhotep, Senusert e Menkheperreseneb dinanzi al defunto e alla madre mentre un altro fratello reca la lista delle offerte. Sulla parete di fondo (21) una nicchia su tre registri, il defunto inginocchiato dinanzi a Osiride con testi di offertorio, il figlio Menkheperreseneb dinanzi al defunto e alla madre e una falsa porta con testi (oggi al museo del Louvre, cat. 042007 06).
L'ala sud della sala trasversale presenta tre particolarità che meritano una disamina specifica: il testo dei cosiddetti "doveri del visir" (2 in planimetria), quello dell' "autobiografia" (3 in planimetria) e la rappresentazione dei "tributi stranieri" (4 in planimetria).

### I doveri del visir
I testi detti "doveri", fanno parte della letteratura sapienziale tipica dell'Antico Egitto con cui venivano presentati gli incarichi ricoperti da funzionari, ma anche impartiti ammonimenti e lezioni a determinate categorie di lavoratori, o anche ai figli. Si è a conoscenza di altre descrizioni di "doveri" specifici in tombe di altri visir, ma quella della TT100 (n.ro 2 in planimetria), benché danneggiate dall'apertura di un nuovo accesso alla sala trasversale da parte di abitanti del luogo che fecero della sepoltura la propria abitazione privata, è la più completa; è suddivisa in più capitoli che vanno da disposizioni di carattere pratico:
(da "I doveri del visir")
dall'ordine delle precedenze:
(da "I doveri del visir")
al protocollo nei colloqui con il re:
(da "I doveri del visir")
al giudizio di un magistrato corrotto:
(da "I doveri del visir")
all'impiego dell'esercito:
(da "I doveri del visir")
alle regole per la consultazione di documenti, all'impiego e al ruolo dei singoli funzionari e ufficiali, ai criteri di registrazione degli atti, alla tenuta di un registro dei criminali, al controllo sui principali e più importanti lavori pubblici, alla riscossione delle tasse.

### Testo autobiografico
Analogamente la TT100 ospita una stele (numero 3 in planimetria) che contiene un testo autobiografico ben preservato che reca anche ammonimenti del re al visir:
(dall'"Autobiografia di Rekhmira")
(dall'"Autobiografia di Rekhmira")
(dall'"Autobiografia di Rekhmira")

### I tributi stranieri
Una delle scene parietali della camera trasversale (4) è relativa alle cosiddette "processioni egee", o "dei tributi stranieri" o, ancora, "processioni Keftiw". Le processioni dei tributari rappresentavano la consegna di "tributi" da regioni assoggettate all'Egitto o, comunque, in rapporti con il Paese. Si ritiene, tuttavia che gli oggetti presentati dalle delegazioni Keftiw., ovvero secondo la maggior parte degli studiosi i minoici, rappresentate in almeno sei Tombe dei Nobili, non costituissero un "tributo" nel senso letterale del termine, bensì doni da popolazioni non assoggettate, ma in rapporti commerciali o diplomatici paritetici.
Nel caso della TT100, le "processioni tributarie" si sviluppano (4 in planimetria) su cinque registri sovrapposti costituendo, di fatto, una sorta di vera e propria gerarchia: i primi due registri alti, popolazioni libere, con cui l'Egitto aveva rapporti diplomatici; nel terzo e quarto registro popolazioni sicuramente vassalle; nel quinto registro le popolazioni assoggettate:
- 1° registro: genti di Punt con alberi di incenso, zanne d’elefante, babbuini, scimmie ed altri animali, derrate alimentari;
- 2° registro: Keftiw che portano vasellame artistico e suppellettili;
- 3° registro: Nubiani con animali dell’Africa equatoriale (giraffe, leopardi, babbuini, scimmie,), buoi, cani, zanne d’elefante e pelli conciate;
- 4° registro: Siriani che portano animali (tra cui, ultimo a sinistra, un elefantino e, penultimo, un orso), carri, cavalli, derrate alimentari e contenitori per liquidi (olio o vino);
- 5° registro: gli schiavi, maschi, femmine, bambini, che offrono solo se stessi.

Nelle riproduzioni dei rilievi risalenti all'800 (specie quelle del 1835 di George Alexander Hoskins), da parte dei primi esploratori, i colori sono più vividi di quanto non lo siano oggi nella realtà e, nel caso dei Keftiw, colpisce il colore giallo dell'oro, unito a una palese opulenza venale e a una qual forma artistica dei doni che sono, a loro volta, ripartiti su tre registri sovrapposti: ceste tra cui ne spicca una contenente anelli che il geroglifico "neb" qualifica come oro (si veda, a tal proposito anche la rappresentazione di analoghi anelli nella TT39); nel secondo registro, vasellame vario sia in materiale fittile lavorato e decorato, sia in materiale prezioso (forse ancora oro visto il colore giallo). Spicca, tra gli altri un rython conico, con manico, tipico di pitture parietali minoiche (si vedano anche analoghi contenitori nella TT86). Nel terzo registro, ancora suppellettili fittili ed altre di metallo prezioso tra cui spiccano, di evidente provenienza minoica, un rhyton a forma di testa di toro che poggia su una serie di lingotti "a pelle di bue", ed un vaso con coperchio in forma di testa di "kri-kri", la caratteristica "capra cretese", riconoscibile per la lunga barba. Uno dei portatori reca sulla spalla sinistra un lingotto di forma particolare, cosiddetta "a pelle di bue".

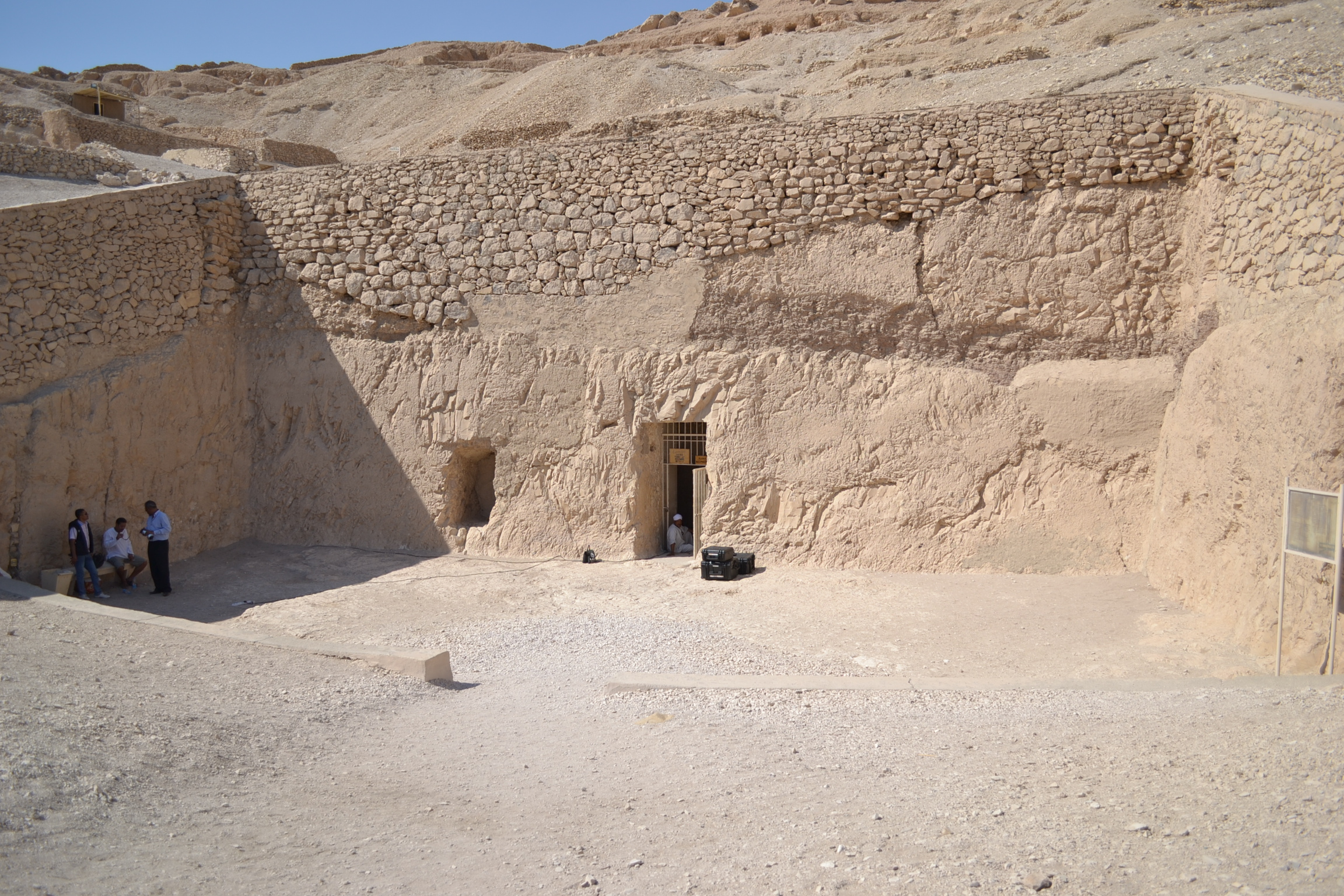
Ingresso della TT100
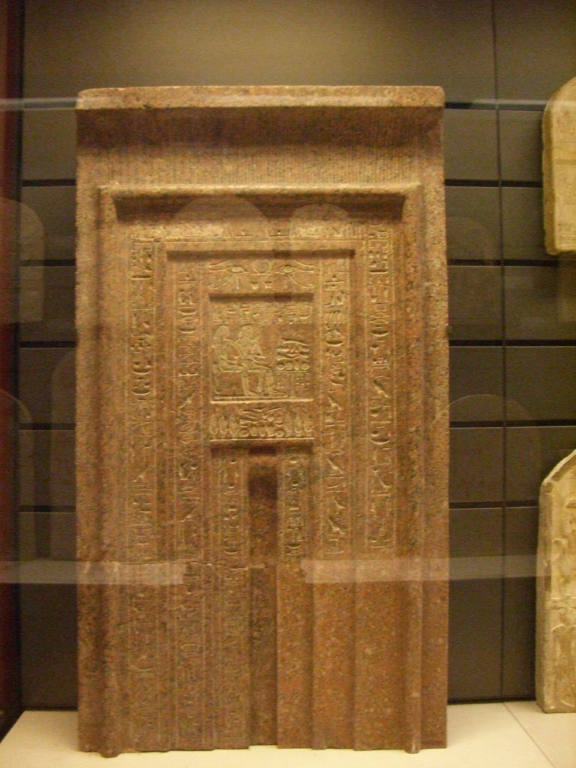
Falsa porta dalla TT100 (Museo del Louvre, cat. 042007 06)
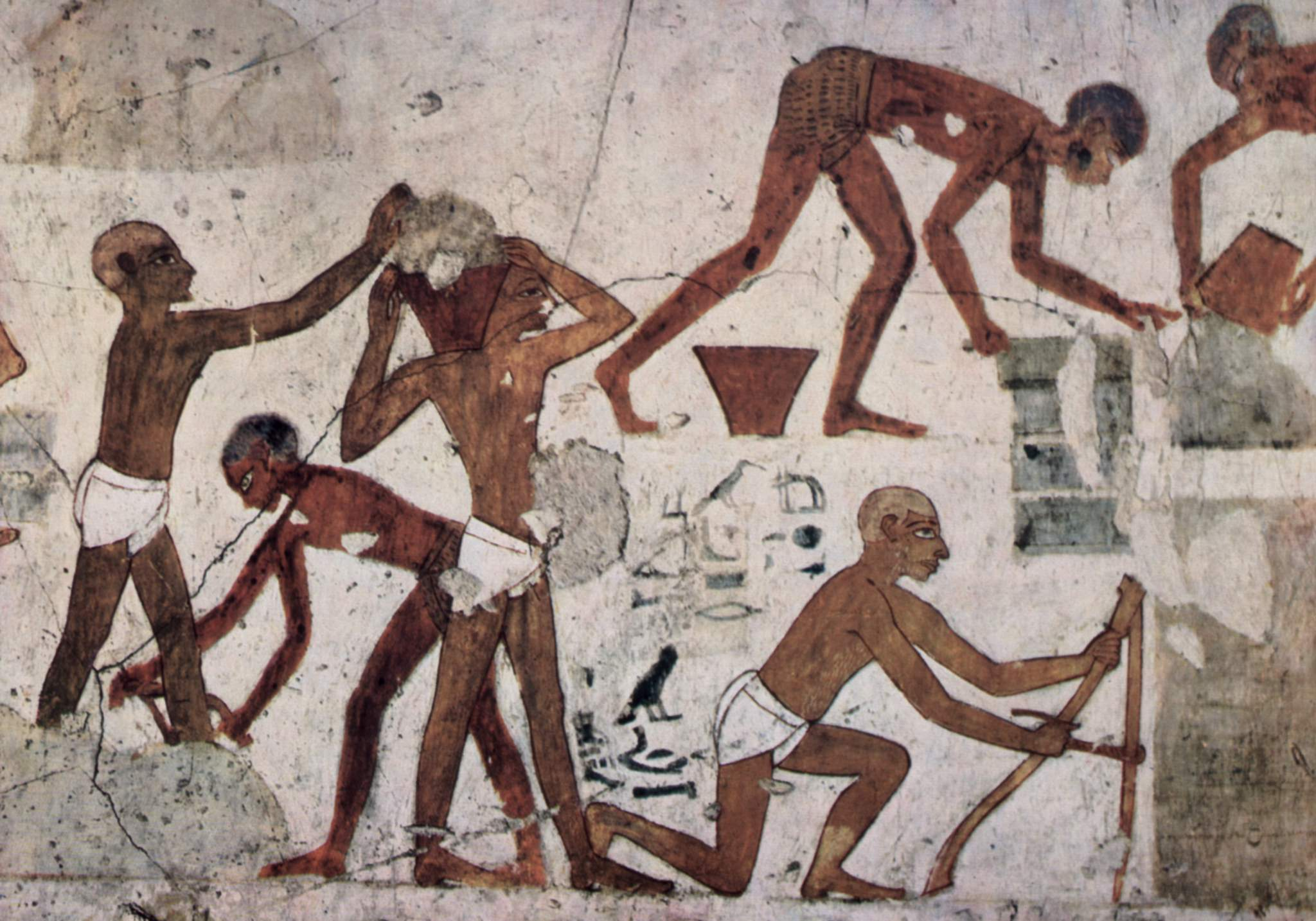
Scena di lavori edili
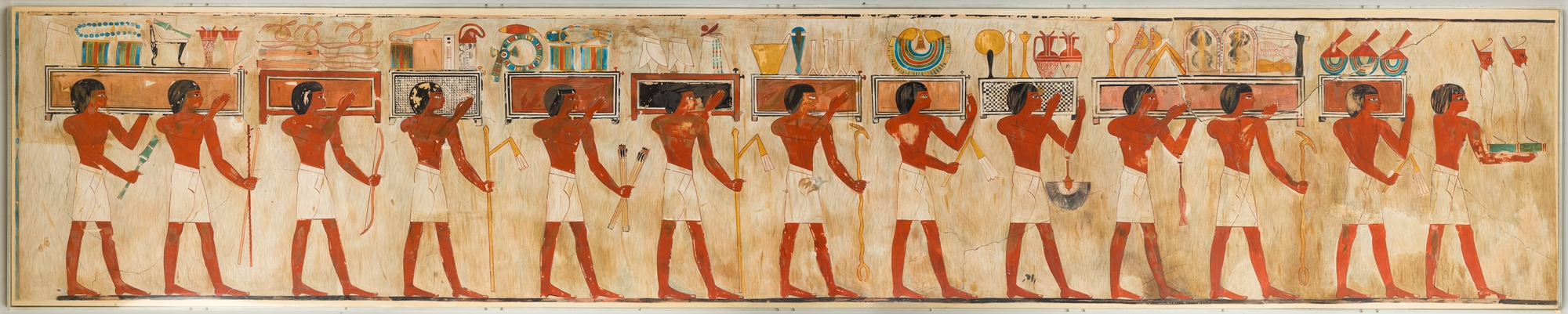
Portatori di suppellettili funerarie (acquerello di Charles K. Wilkinson, Metropolitan Museum di New York, cat. MET 30.4.80 EGDP013040)
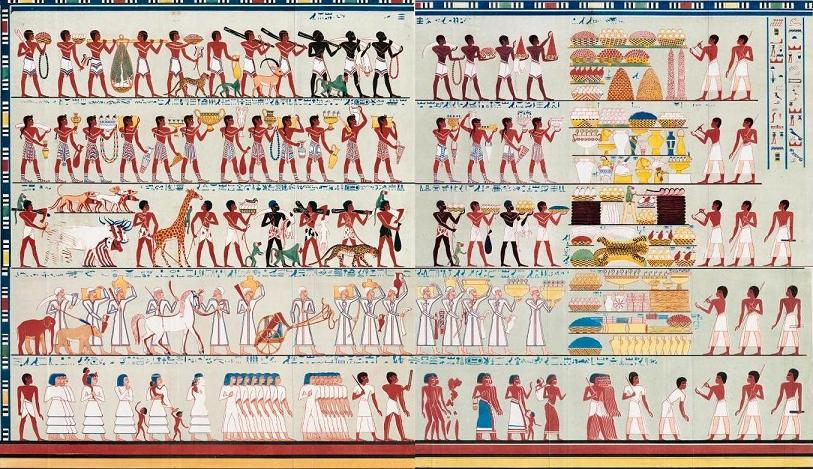
Processioni tributarie dalla TT100 di Rekhmira (acquerello di George Alexander Hoskins -1802/1863-)
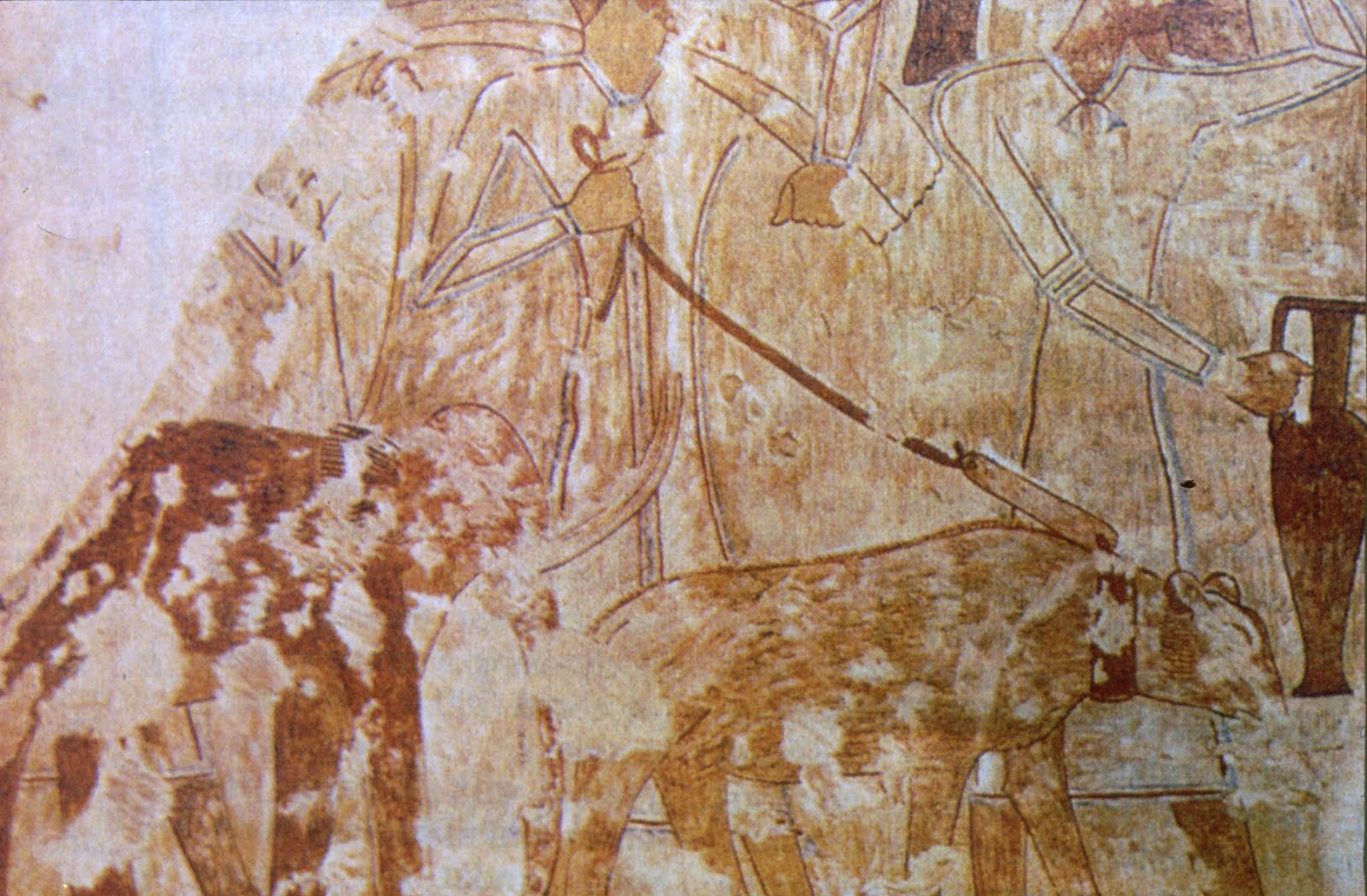
Un elefantino dalla TT100
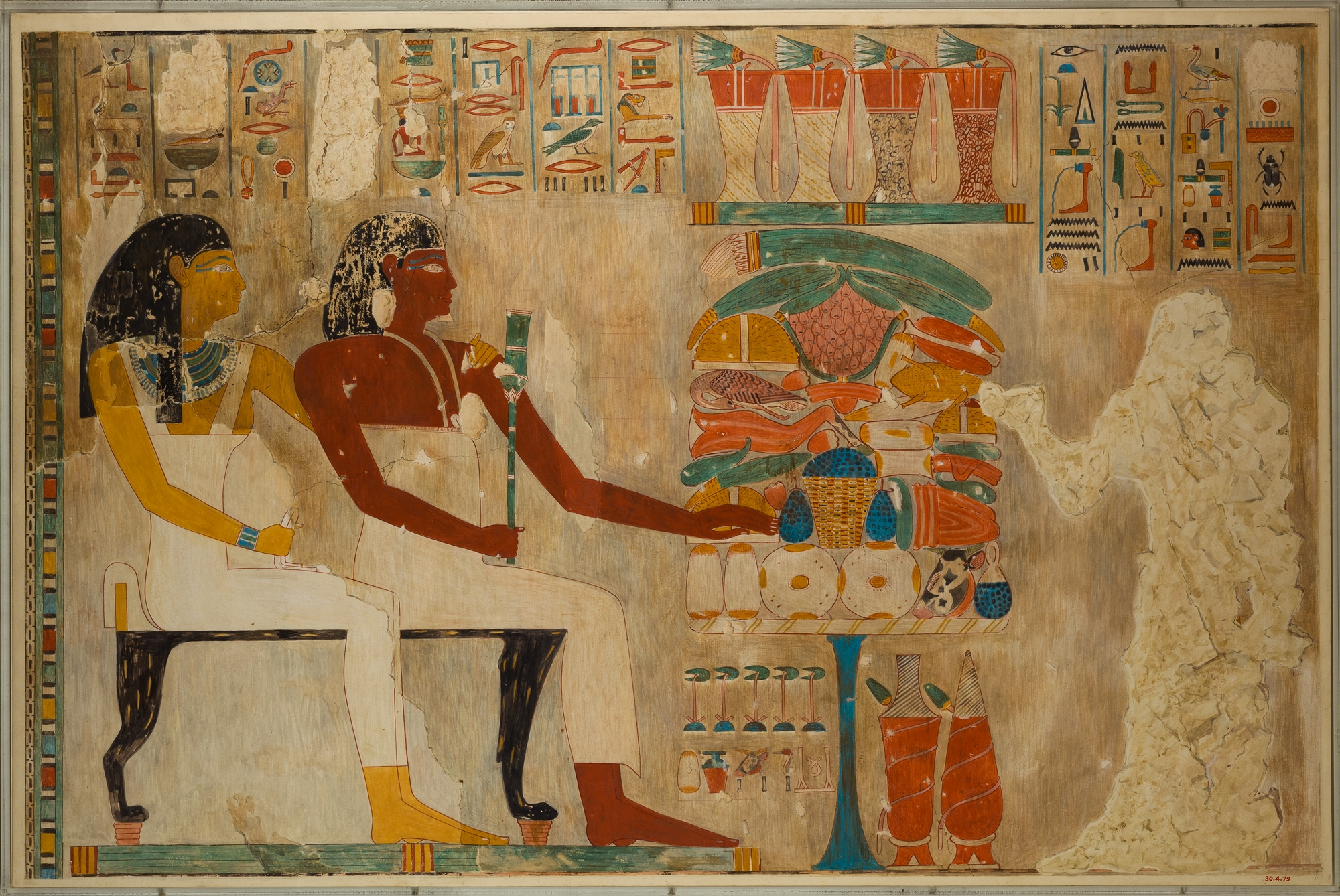
Rekhmira e la madre ricevono offerte (acquerello di Charles K. Wilkinson, Metropolitan Museum di New York, cat. MET 30.4.79 EGDP012989)
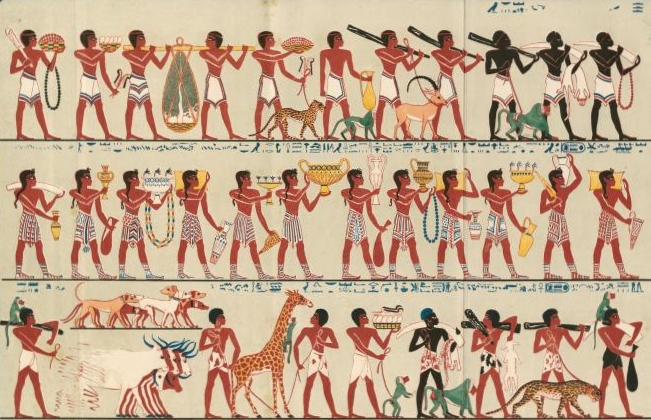
Le processione dei tributari (particolare con, secondo registro, i Keftiw)(acquerello di George Alexander Hoskins -1802/1863-)
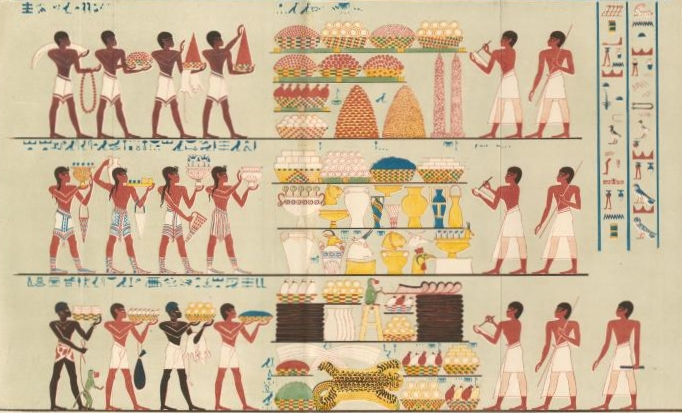
Le processione dei tributari (particolare con, secondo registro, i Keftiw)(acquerello di George Alexander Hoskins -1802/1863-)
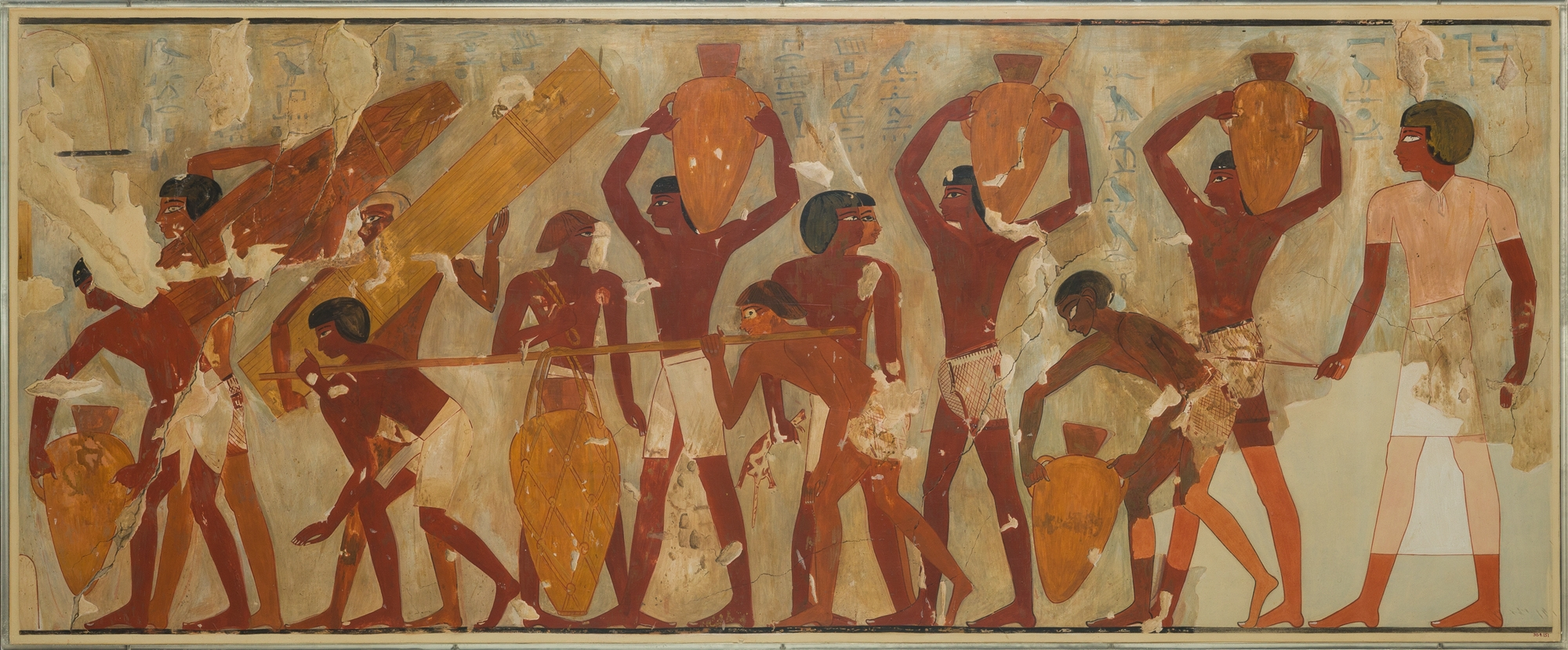
Vino e papiro per il tesoro di Amon (acquerello di Charles K. Wilkinson, Metropolitan Museum di New York, cat. MET 30.4.151 EGDP013032)
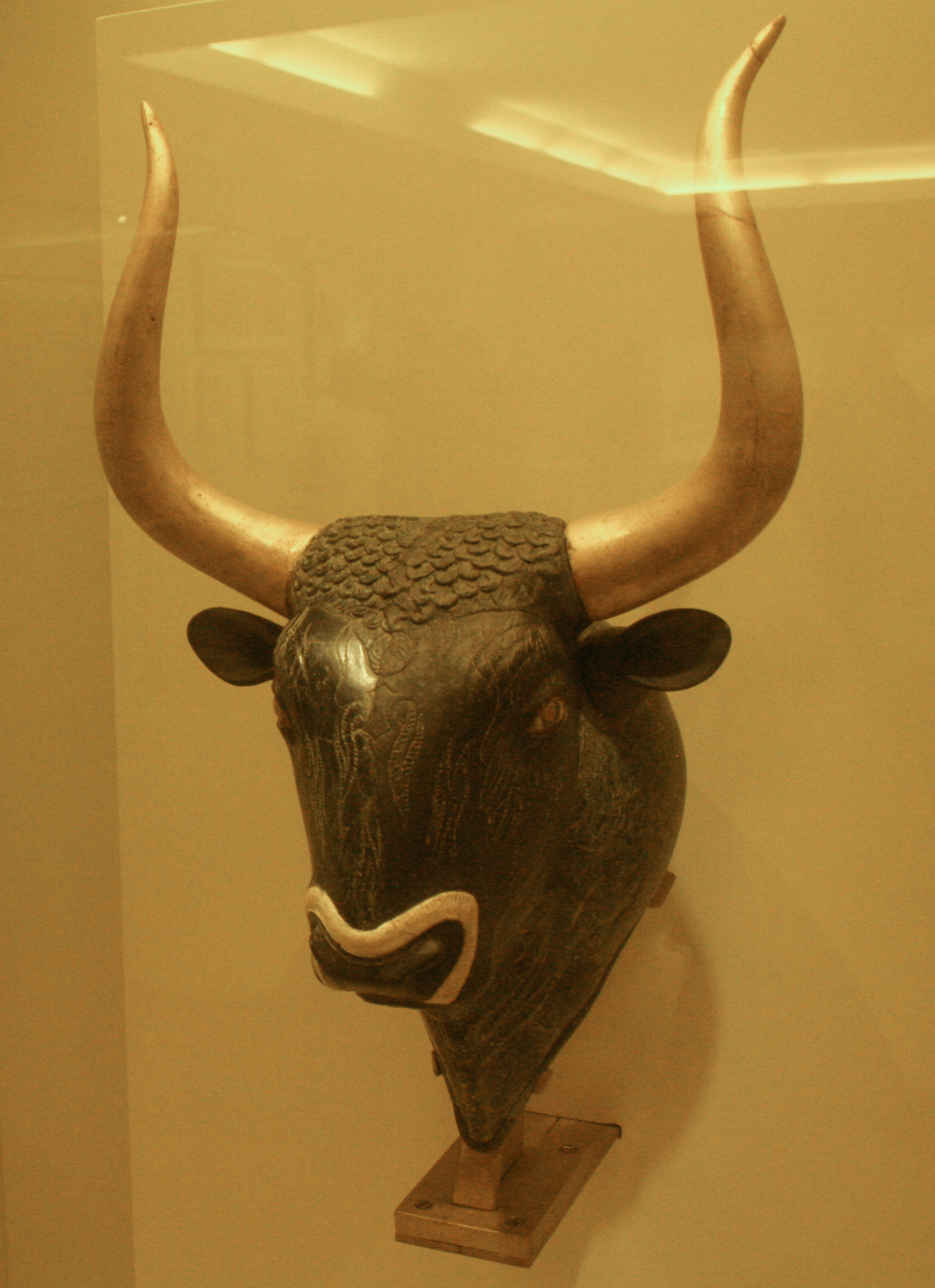
Rython minoico in forma di testa di toro, dall'Heraklion Archaeological Museum
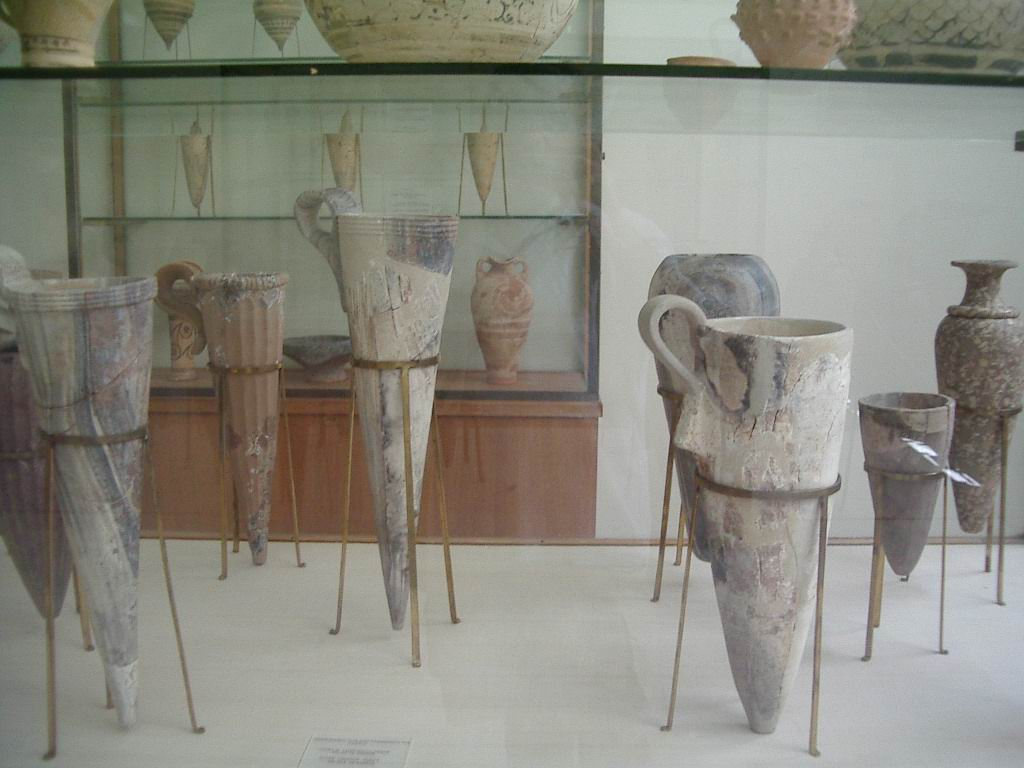
Rhyta conici minoici in steatite dall'Heraklion Archaeological Museum

### Annotazioni
1. ↑  La numerazione dei locali e delle pareti segue quella di Porter e Moss 1927, p. 206.
2. ↑  La prima numerazione delle tombe, dalla numero 1 alla 253, risale al 1913 con l’edizione del "Topographical Catalogue of the Private Tombs of Thebes" di Alan Gardiner e Arthur Weigall. Le tombe erano numerate in ordine di scoperta e non geografico; ugualmente in ordine cronologico di scoperta sono le tombe dalla 253 in poi.
3. ↑  I campi della Duat, ovvero l'aldilà egizio, si trovavano, secondo le credenze, proprio sulla riva occidentale del grande fiume.
4. ↑  Nella sua epoca di utilizzo, l'area era nota come "Quella di fronte al suo Signore" (con riferimento alla riva orientale, dove si trovavano le strutture dei Palazzi di residenza dei re e i templi dei principali dei) o, più semplicemente, "Occidente di Tebe".
5. ↑  le Tombe dei Nobili, benché raggruppate in un'unica area, sono di fatto distribuite su più necropoli distinte.
6. ↑  Le note, sovente di inquadramento topografico della tomba, sono tratte dal "Topographical Catalogue" di Gardiner e Weigall, ed. 1913 e fanno perciò riferimento alla situazione dell'epoca.
7. ↑  Il termine visir viene anacronisticamente utilizzato per indicare, nell'antico Egitto, il più alto funzionario dell'entourage faraonico.
8. ↑  Il fatto che le potentissime cariche siano state appannaggio della stessa famiglia per tre generazioni, così concentrando un potere enorme, potrebbe essere alla base della caduta in disgrazia del visir Rekhmira.
9. ↑  I preti "wab", ma anche "uab", o "uebu", appartenevano al basso clero ed erano incaricati della manutenzione degli strumenti del culto e degli oggetti comunque ad esso connessi. A loro competeva il lavacro e l'abbigliamento giornaliero della statua del dio presso cui operavano e a loro competeva il trasporto della statua del dio (generalmente su una barca sacra) durante le cerimonie. Erano gerarchicamente sottoposti ad un "grande prete wab" cui competevano le operazioni giornaliere di culto della divinità.
10. ↑  Sotto Thutmosi III la carica di visir venne sdoppiata nelle cariche di Visir dell'Alto e del Basso Egitto, ma sembra strano che, qualora Neferweben fosse identificabile davvero nel padre di Rekhmira egli non ne abbia fatto menzione nella sua tomba.
11. ↑  Esiste difformità di interpretazione, tra gli egittologi, su cosa in realtà celi tale titolo: secondo alcuni si tratta di un semplice titolo onorifico che le qualificherebbe come mogli di funzionari di palazzo, per altri celerebbe una funzione protezionistica nei confronti di uno specifico membro della famiglia reale, per altri ancora farebbe riferimento a personaggi femminili che prendevano parte alle feste dei sovrani con funzioni di cantante o danzatrice.
12. ↑  Il potere acquisito dalla famiglia di Rekhmira, con tre generazioni di Visir e Sindaci e Governatori di Tebe potrebbe essere stato alla base di tale allontanamento che si ripercosse anche sulla figura stessa del Visir e della moglie che vennero abrase come per una damnatio memoriae.
13. ↑  Notevole fu l’opera di riproduzione svolta dall’egittologa Nina de Garis Davies (1881-1965), negli anni ’20 del ‘900. Gran parte delle sue illustrazioni sono conservate in un’apposita fondazione (Rogers Fund) presso il Metropolitan Museum of Art di New York
14. ↑  Data la damnatio memoriae cui il visir venne sottoposto, si  è ipotizzato anche che possa essere morto in esilio o che la sua sepoltura possa essere stata realizzata senza alcuna indicazione del titolare per ordine dello stesso re Amenhotep II la cui autorizzazione dovette essere di certo necessaria per procedere ai danneggiamenti parietali.
15. ↑  Fino a tempi molto recenti, alcune delle tombe vennero adibite ad abitazioni o a pertinenze di abitazioni, come stalle, cantine, depositi e magazzini. Tale impiego, protrattosi per millenni, come è intuibile, ha ulteriormente favorito il danneggiamento di già precarie rappresentazioni parietali o, in taluni casi, ha addirittura causato la perdita o la demolizione di pareti o colonne, o pilastri. I riferimenti di Gardiner e Weigall nel loro "Topographical Catalogue", ed. 1913, ad abitazioni private debbono perciò essere intese in tal senso e fanno riferimento, come è ovvio, agli anni in cui le rilevazioni ebbero luogo.
16. ↑  George Alexander Hoskins (1802-1863), visitò Egitto e Nubia tra il 1832 e il 1833, nonché tra il 1860 e il 1861. I suoi acquerelli e disegni (vedi in Collegamenti esterni) sono oggi conservati al Griffith Institute
17. ↑  Frédéric Cailliaud (1787-1869), mineralogista, naturalista e concologista francese, visitò l'Egitto nel 1824.
18. ↑  Lunghezza oltre 24 m, larghezza 1,80 m, altezza nella parte finale, oltre 7 m
19. ↑  Il "sem" era il prete, o l'erede, cui competeva la cerimonia di apertura della bocca per consentire al defunto di vivere pienamente della Duat.
20. ↑  Il termine egizio per indicare i popoli egei, e segnatamente quelli minoici, era Keftiw. Benché non esista unanimità in tale identificazione, tuttavia la grande maggioranza degli studiosi indica il termine Keftiw come individuazione certa del popolo cretese nei contatti con l'Antico Egitto del Bronzo Tardo.
21. ↑  Le cosiddette "processioni egee", o "dei tributi stranieri", o "processioni Keftiw", si ripetono in altre cinque tombe dei nobili oltre la TT100, tutte concentrate nella XVIII dinastia e in un arco temporale di circa 100 anni: TT39, di Puyemra, Secondo Profeta di Amon durante il regno di Thutmosi III; TT71, di Senenmut, architetto durante il regno di Hatshepsut; TT86, di Menkheperreseneb Primo Profeta di Amon sotto Thutmosi III; TT131, di Useramon Visir di Thutmosi III; TT155, di Intef Grande araldo del re sotto Thutmosi III.
22. ↑  Nella TT39 di Puyemra quattro personaggi vengono designati come "Capi stranieri dell’Asia più lontana" (Panagiotopulos 2006|pp. 370-412)
23. ↑  La strana forma, ed il peso, di questi lingotti di rame variano nel tempo con particolare accentuazione proprio delle "corna" angolari. Proprio da tale allungamento si tende ad individuare, peraltro, il periodo
storico di datazione. Si è a lungo discusso della particolare forma giungendo alla conclusione che essa deriva non tanto dal voler imitare una pelle di bue, quanto alla praticità del trasporto da parte di almeno due persone

### Fonti
1. 1 2 3  Porter e Moss 1927,  p. 206.
2. ↑  Gardiner e Weigall 1913.
3. ↑  Donadoni 1999,  p. 115.
4. 1 2  Gardiner e Weigall 1913, pp. 24-25.
5. ↑  Guell 2015.
6. ↑  Davies 1935.
7. ↑  Davies 1940.
8. 1 2  Davies 1944.
9. ↑  Porter e Moss 1927,  pp. 206-214.
10. ↑  Dessoudeix 2012.
11. ↑  Traduzione da Dessoudeix, in inglese, a cura di Peter Sullivan; dall'inglese di Giuseppe Esposito.
12. ↑  Bresciani 1999, pp. 299-301.
13. ↑  Panagiotopulos 2006, pp. 370-412.
14. 1 2  Panagiotopulos 2001, pp. 163-283.
15. ↑  Panagiotopulos 2006.
16. ↑  Peyronel 2008,  pp. 159-185.